# Jennifer Love Hewitt
Jennifer Love Hewitt (Waco (Texas), 21 februari 1979) is een Amerikaanse actrice en zangeres die onder meer een rol heeft gespeeld in films als I Know What You Did Last Summer (1997) en het vervolg daarvan, getiteld I Still Know What You Did Last Summer (1998).

## Biografie
Hewitt begon op tienjarige leeftijd met haar carrière. Ze is onder meer op Disney Channel te zien geweest.
De ouders van Hewitt zijn kort na haar geboorte uit elkaar gegaan. Zij en haar moeder verhuisden naar Killeen, Texas.
Op advies van talentenjagers vertrok Jennifer met haar moeder naar Los Angeles.

## Carrière
In een betrekkelijk kort tijdsbestek heeft ze een indrukwekkende film- en televisie-loopbaan opgebouwd. Haar echte doorbraak kwam midden jaren 90 met de televisieserie Party of Five, waarin ze de rol speelde van Sarah Reeves. Korte tijd na deze serie kreeg Jennifer een eigen serie onder de naam Time of Your Life. Deze serie werd na slechts een paar afleveringen stopgezet wegens tegenvallende kijkcijfers. In de archieven liggen nog steeds afleveringen die niet zijn uitgezonden.
In 1997 brak Hewitt door op het witte doek als het personage Julie James in de horrorfilm I Know What You Did Last Summer.
In 2000 werd Jennifer Love Hewitt gevraagd voor de rol van Paige in de hitserie Charmed. Maar uiteindelijk werd deze rol gespeeld door Rose McGowan.
In 2005 verscheen de dvd van de film If Only. Deze film werd alleen in Azië, het voormalig Oostblok en IJsland vertoond. De meeste landen waren er niet in geïnteresseerd, terwijl hij op dvd nochtans een groot succes is geworden.
Van 2005 tot 2010 was Hewitt te zien in de televisieserie Ghost Whisperer als Melinda Gordon. In Amerika was deze serie een groot succes. Sinds 19 januari 2006 was ze in Nederland te zien op SBS6, en sinds 17 februari 2008 op Net5. In België was dat op VTM en Vitaya.
In 2010 werkte ze aan een nieuwe film genaamd The Lost Valentine, die in 2011 uitkwam, en waarin onder anderen ook Betty White een rol had.
Verder heeft ze een film gemaakt samen met ex- en coacteur Jamie Kennedy genaamd Café, die later dat datzelfde jaar uitkwam.

## Andere activiteiten
Hewitt heeft naast haar acteerwerk een eigen productiemaatschappij, Love Spell Entertainment genaamd.
Hewitt is ook actief in verschillende liefdadigheidsacties. Zo bezocht ze met collega-actrice Bo Derek Amerikaanse soldaten in het ziekenhuis die in Irak gewond geraakt waren. Elk jaar bemant Hewitt op Thanksgiving met andere bekende Amerikanen de "Missionpost" in Los Angeles om eten uit te delen aan de armen.
In 2010 heeft ze een boek geschreven, The Day I Shot Cupid, met als ondertitel My Name Is Jennifer Love Hewitt and I'm a Love-aholic. Het gaat over haar relaties met mannen en hoe zij daarmee omging. Er staan ook relatietips en adviezen in. Ze besloot het te publiceren omdat de media altijd over haar liefdesleven schrijven, maar het volgens haar altijd mis hadden.

### Zangeres
Hewitt is ook actief als zangeres. Tot nu toe heeft zij vier albums op haar naam staan: Love Songs, Let's Go Bang, Jennifer Love Hewitt en BareNaked. In Amerika breekt ze echter niet echt door. In Azië doen haar albums het wel vrij goed. De laatste cd die van haar verscheen is BareNaked. Dit album heeft zij samen met zangeres Meredith Brooks geproduceerd. Voor een aantal films heeft zij liedjes gemaakt, zoals Take My Heart Back en Love Will Show You Everything voor de film If Only.

## Privé
Hewitt heeft een relatie gehad met de popzanger John Mayer. Het door hem geschreven muzieknummer Your Body Is a Wonderland is aan haar opgedragen. Ze kreeg in 1997 ook een korte affaire met acteur Joey Lawrence. Daarna volgden nog relaties met acteurs Will Friedle (1997–1998), en Amerikaanse groep LFO-lid Rich Cronin (1999–2001).
Op 29 november 2007 werd bekendgemaakt dat Hewitt in het huwelijk zou treden met de Schotse acteur Ross McCall. De trouwdatum was nog niet bekend. Ze had Ross naar verluidt leren kennen op de set van de televisieserie The Ghost Whisperer in januari 2006. McCall had haar ten huwelijk gevraagd tijdens een vakantie op Hawaï. In januari 2009 werd hun verloving echter verbroken. Daarna heeft Love Hewitt relaties gehad met acteur Jamie Kennedy en filmmaker Alex Beh. In mei 2013 werd Hewitt ten huwelijk gevraagd door acteur Brian Hallisay. Kort ervoor maakte ze bekend ook in verwachting te zijn van haar eerste kind. Eind juni 2015 werd haar tweede kind, een zoontje, geboren.

## Trivia

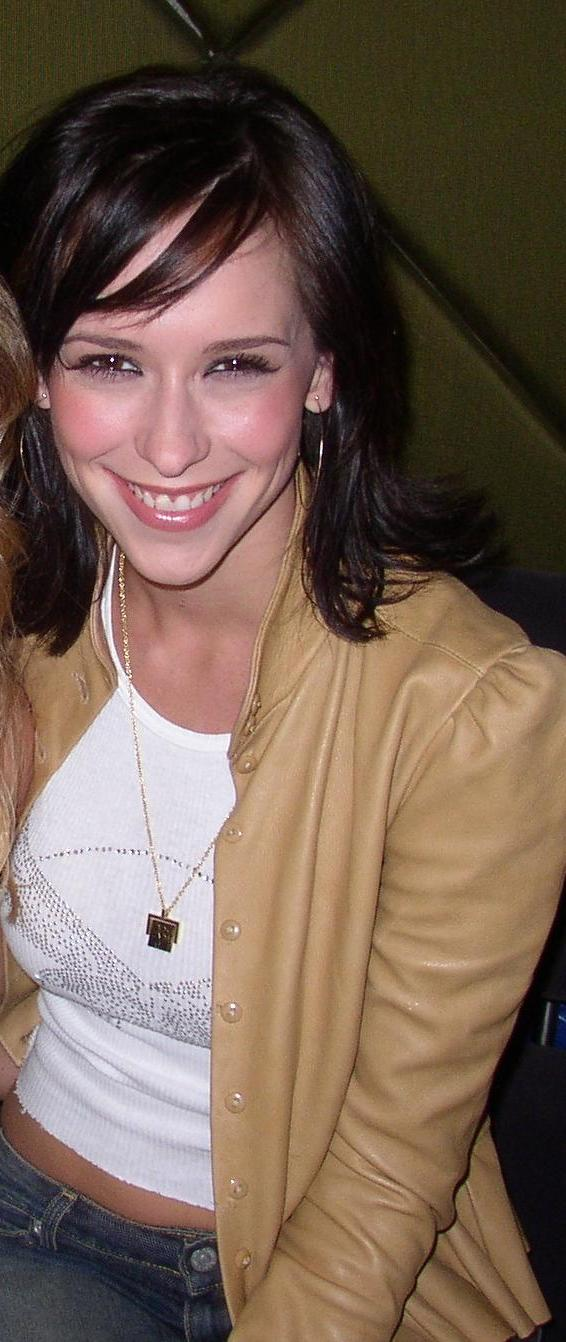
Hewitt in 2002

- In de clip van het nummer Hero van Enrique Iglesias uit 2001 was ze te zien als zijn vriendin.
- Love Hewitt staat bekend als uitvindster van het fenomeen om de schaamstreek met kristallen te versieren, het zogenaamde Vajazzlen.

## Filmografie

### Film
- I Know What You Did Last Summer (2025)
- Café (2011)
- The Lost Valentine (2011)
- The Client List (2010, waargebeurd verhaal)
- Tropic Thunder (2008)
- Garfield: A Tail of Two Kitties (2006)
- Confessions of a Sociopathic Social Climber (2005)
- The Truth About Love (2005)
- Garfield: The Movie (2004)
- If Only (2004)
- A Christmas Carol (2004)
- The Tuxedo (2002)
- The Devil and Daniel Webster (2002)
- Heartbreakers (2001)
- The Audrey Hepburn Story (2000)
- The Suburbans (1999)
- Can't Hardly Wait (1998)
- I Still Know What You Did Last Summer (1998)
- Telling You (1998)
- I Know What You Did Last Summer (1997)
- Trojan War (1997)
- House Arrest (1996)
- Sister Act 2 (1993)
- Munchie (1992) – filmdebuut

### Televisie
- 9-1-1 (2018–heden)
- Criminal Minds (2014)
- The Client List (2012–2013)
- Law & Order: Special Victims Unit (2010)
- Angry Little Girls (2008)
- Ghost Whisperer (2005–2010)
- Family Guy (2002)
- Time of Your Life (1999)
- Boy Meets World (1998)
- Oh Yeah! Cartoons (1998)
- Party of Five (1995–1999)
- Byrds of Paradise (1994)
- Kids Incorporated (1989–1991)

## Boeken
- The Day I Shot Cupid: My Name Is Jennifer Love Hewitt and I'm a Love-aholic

## Singles
| Single met eventuele hitnotering(en) in de Nederlandse Top 40 | Datum van verschijnen | Datum van binnenkomst | Hoogste positie | Aantal weken | Opmerkingen |
| ------------------------------------------------------------- | --------------------- | --------------------- | --------------- | ------------ | ----------- |
| Can I Go Now                                                  |                       | 1-3-2003              | 8               | 7            |             |
| BareNaked                                                     |                       | 21-6-2003             | 33              | 3            |             |